# Bakenrenef
Bakenrenef (griechisch Bokchoris) war der Nachfolger des Tefnachte als 2. und letzter altägyptischer Pharao (König) der 24. Dynastie. Manetho beschreibt ihn gar als den Begründer und einzigen Herrscher der 24. Dynastie. Seine Regierungszeit ist von etwa 720 bis 716 v. Chr. anzusetzen. Bakenrenef war wohl ein Sohn des Tefnachte, weiteres ist zu seiner Herkunft nicht bekannt. Außer seinem Geburtsnamen ist nur noch sein Thronname überliefert, der Wah-ka-Re (Mit beständigem Ka, ein Re) lautet.

## Belege
Bakenrenef ist hauptsächlich durch Stelen im Serapeum in Sakkara bezeugt, die von dem Begräbnis des gegen Ende seiner Regierung gestorbenen Apis-Stieres berichten. Das Gewölbe des Serapeums weist auch eine Inschrift mit der Nennung des 2. Jahres des Schabaka auf, wodurch der Übergang zur 25. Dynastie ebenfalls in Unterägypten belegt ist. Einer Information von Manetho zufolge, die allerdings zweifelhaft ist, soll Bakenrenef von Schabaka bei lebendigem Leibe verbrannt worden sein.
Bakenrenef hat offenbar in Memphis regiert. Er unternimmt aber nichts gegen die gleichzeitig regierenden Herrscher von Tanis-Bubastis beziehungsweise Leontopolis und die Fürsten der Libyer. Inwieweit seine Oberherrschaft von den anderen Regenten anerkannt wurde und ob er versuchte, sein Herrschaftsgebiet weiter nach Mittelägypten auszuweiten, ist unbekannt. Merkwürdig ist eine 1895 in Tarquinia in Etrurien gefundene Vase (ein Parallelstück stammt aus Sizilien), die Bakenrenef über dem ideologischen Motiv der kuschitischen Gefangenen zeigt.

## Bedeutung
Bakenrenef gilt der Tradition nach als Gesetzgeber beziehungsweise Sammler der bisherigen Gesetze (etwa bei Diodor neben Menes, Sasychis, Sesoosis, Amasis und Dareios I.). Für die Erlasse eigener Gesetze gibt es keine ägyptischen Hinweise. Der griechische Dichter Pankrates widmet Bakenrenef ein mehrbändiges Werk Bokchoreïs. Von ihm ist nur ein einziges Distichon erhalten. Interessant ist die Vermutung, die antike Bildtradition des weisen Richters, etwa Silberbecher aus Meroë könne Bakenrenef darstellen (K. Brodersen; oder Augustus?).